# Evandro Sigismondi
Evandro Sigismondi (Bomba, 27 settembre 1830 – 14 maggio 1891) è stato un avvocato e politico italiano.

## Biografia
Laureato in giurisprudenza, avvocato, fu sindaco di Lanciano dal 1876 al 1882, presidente del Consiglio provinciale di Chieti e deputato al Parlamento del Regno d'Italia nella XV e nella XVI legislatura.